# Dolmen de Lesvariel
Le dolmen de Lesvariel est un dolmen situé à Guidel dans le département français du Morbihan.

## Historique
Le dolmen a été fouillé en 1868 par l'abbé Euzenot. 

## Description
Le dolmen est un dolmen simple, sans couloir d'accès, avec une ouverture au sud. Son aspect extérieur affecte la forme d'un champignon. La chambre est de forme sub-trapézoïdale, elle est délimitée par quatre orthostates d'environ 1,80 m de hauteur et 1,20 m de large en moyenne. La paroi orientale de la chambre est doublée par deux dalles supplémentaires.  Une dalle plus petite (1,85 m de hauteur sur 0,50 m de large), côté sud, correspond à la fermeture de la chambre. L'ensemble est recouvert d'une unique table de couverture de 2 m de long sur 1,90 m de large et 0,80 m dans sa plus grande épaisseur. Le sol de la chambre est dallé avec une unique pierre en granite (0,30 m d'épaisseur) recouvrant pratiquement toute la surface,.

## Fouille archéologique
L'intérieur de la chambre était recouvert de deux couches distinctes : une première couche de 0,20 m d'épaisseur formée de terre végétale et de débris de granite de couleur rouge (rubification ?) et une seconde couche de 0,10 m d'épaisseur constituée d'un terreau noirâtre mélangé avec de la cendre blanche et beaucoup de fragments de charbon. Cette seconde couche renfermait des fragments de poterie. A l'extérieur de la chambre, face à l'entrée, Euzenot a découvert une hache en bronze de 14 cm de long et une meule dormante.